# Dumitru Spîrlea
Dumitru Spîrlea (Bucarest, 10 novembre 1950) è un ex pentatleta rumeno.

## Palmarès
In carriera ha conseguito i seguenti risultati:
- Mondiali:

Mosca 1974: bronzo nel pentathlon moderno a squadre.